# Авдеев, Юрий Дмитриевич
Ю́рий Дми́триевич Авде́ев (30 августа 1935, Киров, РСФСР — 26 февраля 2017, там же, Российская Федерация) — советский и российский журналист, кинодраматург. Заслуженный работник культуры РСФСР (1989). Лауреат Государственной премии Российской Федерации (1999).

## Биография
В годы Великой Отечественной войны находился в оккупированном немцами Курске, получил тяжелое ранение. Маршал Константин Рокоссовский выделил машину для транспортировки в Москву раненого ребенка и еще одного офицера. Операция прошла успешно.
Работал редактором газеты «Молодая гвардия» (Курск).
В юности увлекался сочинительством, писал стихи. В 1963 г. его стихи были опубликованы в сборнике «Сердце мое — земля», в 1968 г. — в сборнике «Когда тебе восемнадцать», печатался в курских газетах. С 1968 г. жил в Кирове.
Директор видеостудии «Вятка-телефильм» КГТРК «Вятка».
Член Союза журналистов России, член Союза кинематографистов России.
Режиссер документальной трилогии «В поисках теплого дома».
Создал гимн для кировского Управления служебных приставов. В 2008 г. на Всероссийском смотре-конкурса на лучший гимн территориального органа ФССП России Управление гимн Авдеева был признан самым лучшим. В результате его гимн стал гимном ФССП России.

## Награды и звания
- Лауреат Государственной премии Российской Федерации в области киноискусства за документальный телевизионный многосерийный фильм «Лёшкин луг».

- Заслуженный работник культуры РСФСР (1989)[1].

- Медаль Федеральной службы судебных приставов «За заслуги» (2016).